# Fiendens fiende (TV-serie)
Fiendens fiende, svensk miniserie från 1990 av Thomas Borgström och Lars Bill Lundholm efter romanen med samma namn av Jan Guillou. För regin stod Mats Arehn och Jon Lindström.

## Handling
I skydd av det mörka vattnet genomförs operation "Big Red" i Stockholms skärgård. 
I London förhörs en avhoppad rysk agent. Han påstår att det i Sverige ska finnas två stycken spioner som arbetar för Sovjetunionen. Den ena ska finnas hos SÄPO och den andra ska finnas hos försvaret. Dubbelagenten hos försvaret ska enligt den avhoppade agenten vara Carl Hamilton. 
I Libanon hålls två svenskar som gisslan. Svenska UD sänder Carl Hamilton dit för att förhandla med kidnapparna, utan vetskap om att Carl Hamilton faktiskt är misstänkt för att vara sovjetisk spion.
I Moskva fotograferar en turist av en slump den avhoppade svenska spionen Stig Sandström. Bilden orsakar febril aktivitet hos svenska försvaret. Carl Hamilton beordras av ÖB att åka dit för att kartlägga och fotografera spionen. Men han får ytterligare en order av DG (Den Gamle): när han är tillbaka i Sverige ska "problemet" med spionen vara "löst för gott".
Kort därpå mördas två svenska stridspiloter. Det svenska försvaret och polisen har inga spår och tidningen Expressen är snabb med nyheterna där de i tidningen citerar "en högt uppsatt källa inom SÄPO". När sedan en svensk säkerhetspolis och en sovjetisk agent blir brutalt mördade föreslår den sovjetiske militärattachén Jurij Tjivartsjev ett samarbete för att kunna spåra och oskadliggöra Expressens källa.

## Om TV-serien
Fiendens fiende är filmad efter romanen Fiendens fiende och är den andra filmatiseringen om Carl Hamilton. Serien hade premiär den 12 december 1990 på TV4. Serien som består av åtta avsnitt finns utgiven på DVD.

## Skådespelare i urval
| Peter Haber        | – Örlogskapten Carl Hamilton                                                                 |
| Maria Grip         | – Eva-Britt Jönsson, polis                                                                   |
| Sture Djerf        | – D.G. (Den Gamle), tidigare chef för försvarsstabens underrättelsetjänst (Op5)              |
| Kjell Lennartsson  | – Kommendör av 1:a graden Samuel Ulfsson, Chef för försvarsstabens underrättelsetjänst (Op5) |
| Bernt Lindkvist    | – Henrik P. Näslund, polisöverintendent på SÄPO                                              |
| Hans Ullberg       | – ÖB                                                                                         |
| Gösta Bredefeldt   | – Stig Sandström                                                                             |
| Peder Falk         | – Kabinettssekreterare Peter Sorman                                                          |
| Christer Söderlund | – Gert Glücher, polisman på SÄPO                                                             |
| Per Morberg        | – Lundwall                                                                                   |
| Jevgenij Lazarev   | – Generalmajor Jurij Tjivartsjev, Sovjetunionens försvarsattaché i Sverige                   |
| Nadja Witzansky    | – Anna-Lisa Sandström                                                                        |